# Computadora de gama media

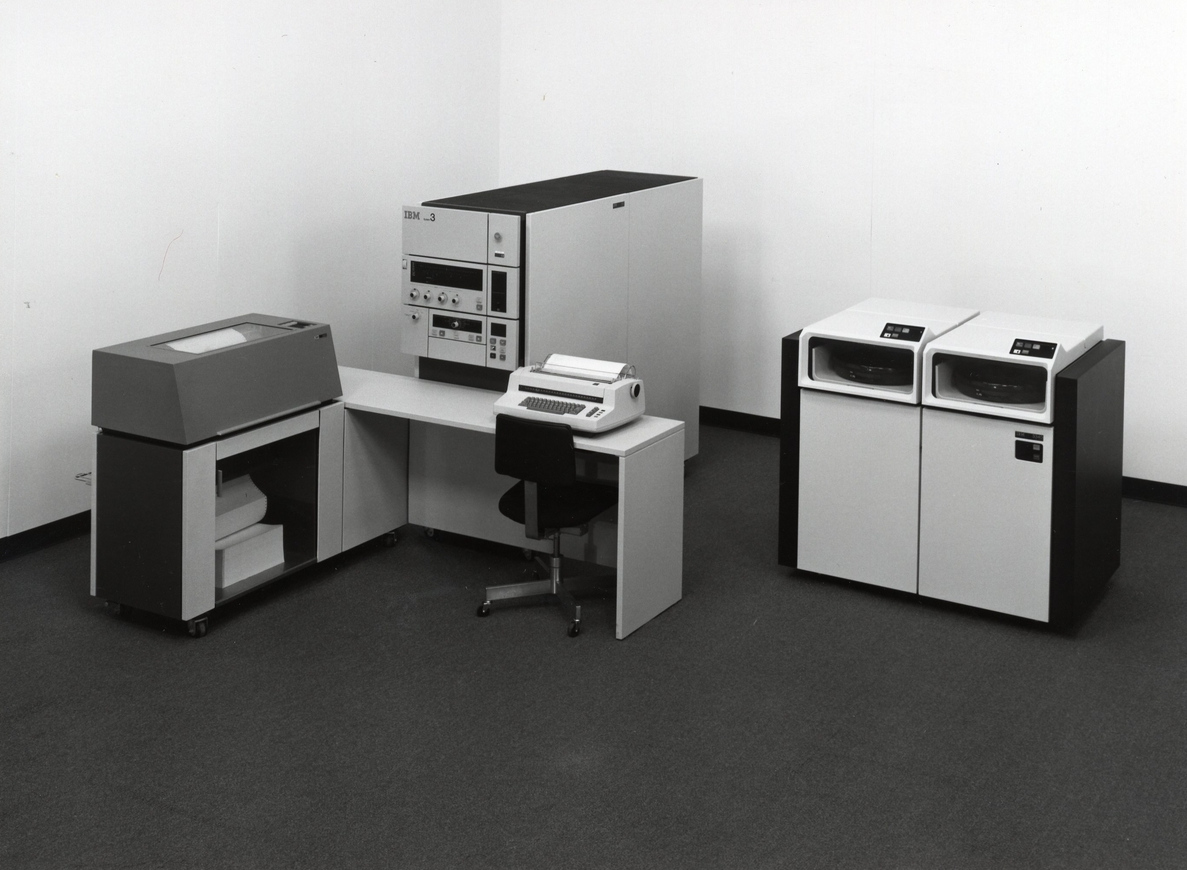
IBM System/3

Computadora de gama media o sistema de gama media, es una clase de sistema de cómputo que cae entre los mainframe y las microcomputadoras.
Esta clase surgió en la década de 1960, en ese tiempo las máquinas fueron conocidas generalmente como minicomputadora - especialmente los modelos de Digital Equipment Corporation (línea PDP), Data General, Hewlett-Packard (línea HP3000 y sucesores) y Sun Microsystems (SPARC Enterprise). Estos equipos fueron ampliamente usados en ciencia e investigación, así como en empresas.
IBM favoreció el término "computadora de gama media" para sus equipos comparables, pero más orientados a empresas System/3, System/32, System/34, System/36, System/38 y AS/400, los cuales ahora son representados por el IBM Power Systems.
Desde la década de 1990, cuándo se hizo predominante el modelo cliente–servidor, las computadoras de una clase comparable son normalmente conocidas como servidores para reconocer que normalmente "sirven" a usuarios finales en sus computadoras "cliente".
Los sistemas de gama media son principalmente servidores de red con tecnología de punta y otros tipos de servidores que puede manejar el procesamiento a gran escala de muchas aplicaciones empresariales.  A pesar de que no son tan potentes como un mainframe, cubren las necesidades de cómputo de muchas organizaciones y son menos costosos al comprar, operar y mantener comparados contra un mainframe. Los sistemas de gama media se han vuelto populares como servidores de red potentes, para ayudar a administrar sitios Web de Internet grandes, intranets y extranets corporativas, y otros tipos de redes. Actualmente los sistemas de gama media incluyen servidores utilizados en control de procesos industriales y plantas de manufactura y juegan un papel importante en la fabricación asistida por computadora (CAM).  También pueden tomar la forma de estaciones de trabajo potentesen el diseño asistido por computadora (CAD) y otras aplicaciones con uso intensivo de cómputo y gráficas. Los sistemas de gama media son también usados como servidores front-end para asistir a los mainframes en el proceso de telecomunicaciones y administración de redes.